# Sân vận động Quốc gia Bingu
Sân vận động Quốc gia Bingu (tiếng Anh: Bingu National Stadium) ở Lilongwe là sân vận động quốc gia của Malawi. Sân được sử dụng cho các trận đấu bóng đá và cũng có đường chạy điền kinh. Sân tổ chức các trận đấu trên sân nhà của đội tuyển bóng đá quốc gia Malawi. Sân có sức chứa 41.100 người.

## Xây dựng
Sân vận động đã được xây dựng với kinh phí 70 triệu đô la Mỹ và được khánh thành vào năm 2017.